# Montserrat Negre i Queralt
Montserrat Negre i Queralt (Barcelona, 1925 - 2021) va ser una restauradora de paper catalana, pionera en la introducció al país de noves tècniques i materials.
Inicialment va estudiar Magisteri i va treballar com a mestra durant tres anys. Posteriorment, als anys seixanta va estudiar restauració i enquadernació de llibres al Conservatori de les Arts del Llibre de Barcelona, formació que a partir de 1963 va completar durant els estius a l'Instituto Centrale di Patologia del Libro de Roma. Aquests estudis li van fer veure la necessitat de estar en contacte amb els principals professionals i centres de restauració i conservació de paper del moment, per tal d'introduir a Catalunya les tècniques i els materials més novedosos.
Va treballar com a arxivera i conservadora de paper i llibres a la Casa de l'Ardiaca (1947-1990) i va col·laborar activament amb els museus barcelonins, exercint una important tasca didàctica en aquest camp.
La gran aportació professional de Montserrat Negre va ser la introducció a Catalunya dels criteris, les tècniques i els materials en conservació-restauració de paper que s’aplicaven a París i a Roma en aquells temps.
Montserrat Negre va formar part de les principals entitats i associacions de professionals de la conservació i restauració de Catalunya i de l'estat espanyol. Així, va contribuir a la fundació de la seu espanyola de l'ICOM, va ser sòcia fundadora del Grup Tècnic de Conservació i Restauració de Catalunya (1983) i sòcia honorífica del CRAC (Associació de Conservadors i Restauradors de Catalunya).
L'any 2022 el Museu Nacional d'Art de Catalunya li va dedicar una exposició temporal en què, a través del seu arxiu personal, es presentaven les pràctiques i les tendències en restauració i conservació de patrimoni documental a Catalunya a partir de la segona meitat del segle xx.